# Zofia Stafiej
Zofia Stafiej (ur. 21 czerwca 1999 w Warszawie) – polska aktorka filmowa.

## Życiorys
Jest absolwentką VII Liceum Ogólnokształcące im. Juliusza Słowackiego w Warszawie. W 2023 ukończyła studia na Wydziale Aktorskim PWSFTviT w Łodzi.
Laureatka Nagrody za debiut aktorski na 45. Festiwalu Polskich Filmów Fabularnych w Gdyni (2020) za główną rolę Oli w filmie Jak najdalej stąd (2020) w reżyserii Piotra Domalewskiego. Za tę rolę była również dwukrotnie nominowana do Polskiej Nagrody Filmowej „Orzeł” 2021 w kategoriach: najlepsza główna rola kobieca oraz odkrycie roku. W tym samym roku otrzymała również wyróżnienie Michael Dwyer Discovery Award na Dublin International Film Festival. Wystąpiła również w filmie 25 lat niewinności (2020) w reżyserii Jana Holoubka oraz w serialu Stulecie Winnych.

## Filmografia
- 2019: Marcel – licealistka
- 2020: Jak najdalej stąd – Ola Hudzik
- 2020: 25 lat niewinności. Sprawa Tomka Komendy – Justyna Kołecka
- 2021: Wiktoria 1920 – sanitariuszka
- 2022: Stulecie Winnych – Małgosia Borkowska
- 2022–2023: Rodzina na Maxa – Beata
- 2023: Doppelgänger. Sobowtór – Marysia Bitner
- 2023: Szósty Palec – Zosia
- 2025: Wzgórze psów – Kaśka Masłowska
- 2025: It’s OK but it’s not – Alicja